# 가톨릭 나하 교구

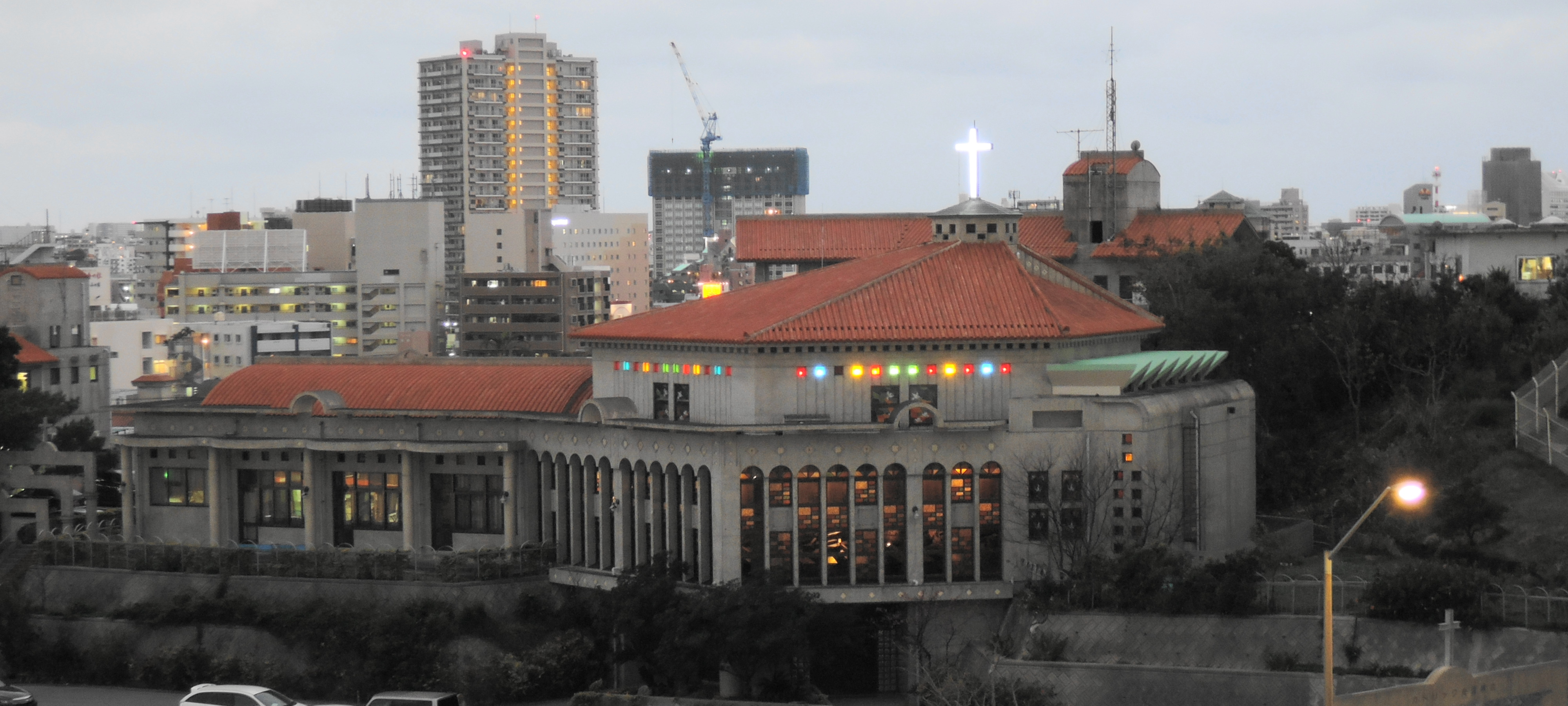

나하 교구(일본어: カトリック那覇教区, 라틴어: Dioecesis Nahana)는 일본 로마 가톨릭교회 나가사키 관구에 속하는 교구이다

## 연혁
- 1927년 3월 18일, 오키나와현은 가고시마현과 함께 나가사키 교구에서 분리해 가고시마 지목구가 되었다.
- 1945년 제2차 세계대전의 전후 처리를 위한 샌프란시스코 강화조약으로 류큐 열도는 아메리카 합중국의 군정 아래에 들어갔다. 류큐 열도는 가고시마 지목구에서 분리되어 교황청 직할이 되어, 미국의 카프틴·프란시스코 수도회(뉴욕 관할구역)에 위탁되어 오키나와관리구가 되었다.
- 1949년 1월 21일, 펠렉스 레이 신부가 관리구장에 임명되었다.
- 1955년 5월 8일, 류큐 열도 중 오키나와현을 제외한 부분은 일본에 반환되어 가고시마 교구에 편입되었다.
- 1968년 6월 9일, 레이 관리구장은 주교로 서품 되었다.
- 1972년 1월 23일, 레이 주교가 선종하였다.
- 1972년 12월 18일, 오키나와 관리구는 나하 교구로 승격되었다,
- 1973년 2월 11일, 초대 주교로 프란치스코 수도회의 이시가미 타다마로 신부가 교구장으로 취임했다.
- 1997년 3월 25일, 이시가미 주교의 은퇴에 따라, 성 프란치스코 수도회의 오시카와 도시오 신부가 나하 교구장에 임명되었다
- 1997년 5월 25일,오시카와 도시오 신부가 주교로 서품 되었다.

## 관할 구역
오키나와현

## 역대 교구장 서리
펠렉스 레이 주교(Félix Ley) 1949 – 1972.01.23

## 역대 교구장
- 1대 이시가미 타다마로(베드로)石神忠真郎 주교 1972.12.18 – 1997.01.24
- 2대 오시가와 도시오(베르나르도)押川壽夫 주교 1997.01.24 ~2017,12,09
- 3대 웨이너 베른트( )ウェイン・バーント 주교 2017,12,09~